# Piaski (rejon bereski)

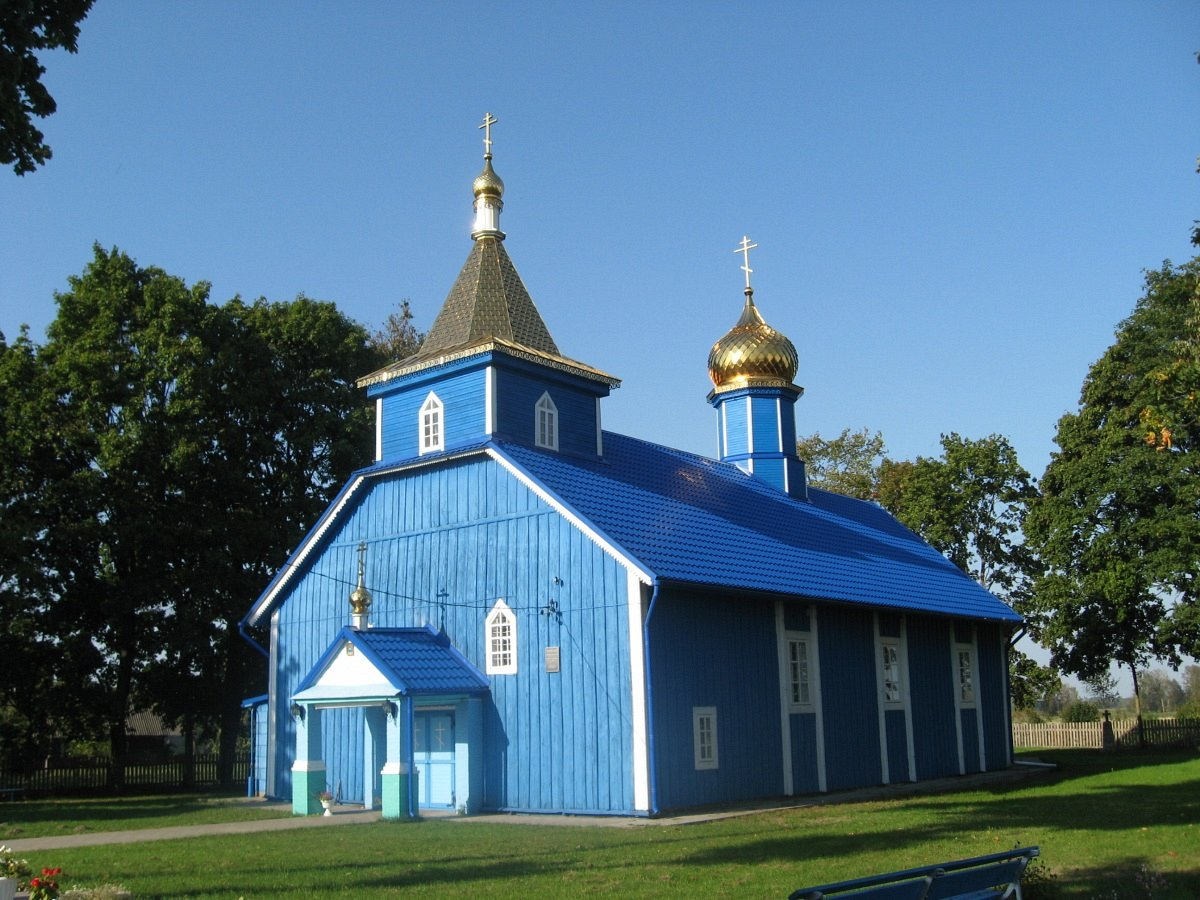
Cerkiew Świętej Trójcy, 2014

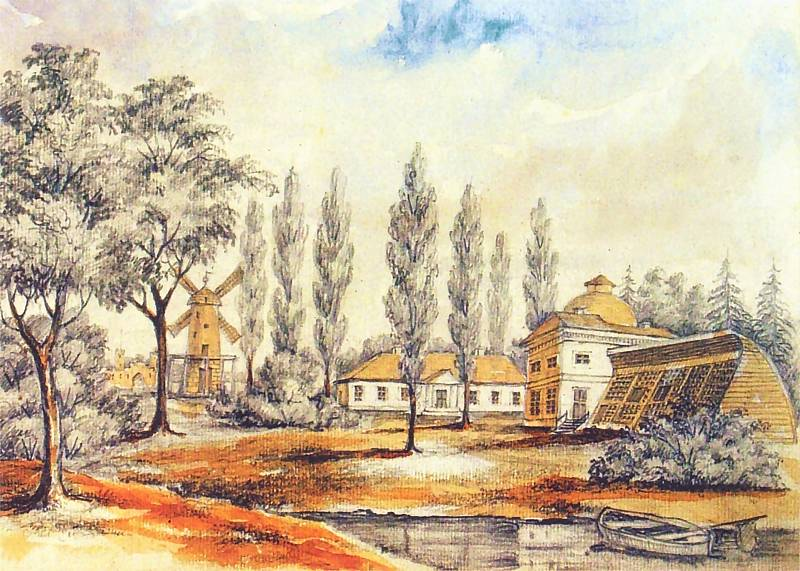
Widok ogólny dworu Pusłowskich w Piaskach, rysunek Napoleona Ordy, 1865

Piaski (biał. Пескі; ros. Пески, hist. równ. Pieski) – agromiasteczko na Białorusi, w rejonie bereskim obwodu brzeskiego, nad Jeziorem Czarnym, około 16 km na wschód od Berezy. Siedziba sielsowietu oraz parafii prawosławnej pw. Świętej Trójcy.

## Nazwa
Obecna oficjalna polska nazwa tej wsi to Piaski. Wieś powstała 16 marca 1987 roku z połączenia dwóch wsi: Piaski Stare i Piaski Nowe. Te dwie wsie istniały od co najmniej połowy XIX wieku. Roman Aftanazy utrzymuje, że poprawna nazwa wsi to Pieski.

## Historia
W 1503 roku król Aleksander Jagiellończyk podarował Pieski z przyległościami swojemu zaufanemu Dymitrowi Kijaninowi. Kolejnymi właścicielami Piesków byli m.in.:
- córka Kijanina, Suchodolska
- jej córki: Syruciowa, Stanisławowa Rogińska i Eliaszowa Olszewska
- córka Syruciowej, Barbara, która poślubiła Jakuba Pusłowskiego (1572–1638), który również odkupił od Rogińskich część Piesków. Jakub Pusłowski brał udział w wyprawie moskiewskiej pod wodzą Jana Karola Chodkiewicza, został dziedzicznym podstolim rzeczyckim. Do początku XX wieku stały na wyspie w tutejszym parku dwa olbrzymie dęby, zasadzone – według legendy – przez Jakubostwo Pusłowskich i nosiły ich imiona

- wnuk Jakuba, Kazimierz Michał Pusłowski, regimentarz, pułkownik husarski, deputat do Trybunału Litewskiego z województwa brzeskolitewskiego

- syn Kazimierza, Franciszek (zm. w 1799 roku), szambelan króla Stanisława Augusta, przyjaciel Ludwika Kościuszki, ojca Tadeusza Kościuszki. On również pozostawił po sobie w parku dwie sosny wejmutki i olbrzymi modrzew

- syn Franciszka, Wojciech Pusłowski (1762–1833)
- syn Wojciecha, Franciszek (1799–1859), marszałek wileński, który zmarł bezpotomnie
- bratanek Franciszka (syn jego brata Władysława), hrabia Franciszek Ksawery Pusłowski (1843–1908)
- ostatnim właścicielem Piesków był syn Franciszka Ksawerego, Władysław Pusłowski (1871–1964), który nie mieszkał w tej rezydencji i oddał ją do dyspozycji swojemu synowi Franciszkowi (1903–1988)[4][5].

Przed rozbiorami Pieski leżały w województwie nowogródzkim Rzeczypospolitej. Po rozbiorach znalazły się na terenie powiatu słonimskiego, należącego do guberni słonimskiej (1796), litewskiej (1797–1801), a później grodzieńskiej (1801–1915) Imperium Rosyjskiego. Po ustabilizowaniu się granicy polsko-radzieckiej w 1921 roku Piaski wróciły do Polski, stały się siedzibą gminy Piaski (siedzibą gminy była wieś Piaski Nowe) powiatu kosowskiego województwa poleskiego. W 1935 roku, po zniesieniu powiatu kosowskiego, gmina weszła w skład nowego powiatu iwacewickiego w tymże województwie. Od 1945 roku – w ZSRR, od 1991 roku – na terenie Republiki Białorusi.
W 1827 roku wzniesiono tu cerkiew pw. Świętej Trójcy, która istnieje do dziś (odnowiona prawdopodobnie w 1968 roku). Jest to świątynia o nawie na planie czworoboku, zwężającej się stopniowo w wydłużoną część ołtarzową na planie trapezu. Dwuspadowy dach wieńczą dwie wieże: z przodu – czworoboczna, kryta dachem namiotowym, w połowie długości – ośmioboczna, zakończona cebulastą kopułą. Dekoracja ścian jest skromna. Wejście wiedzie przez niewielki ganek wsparty na dwóch słupach. Zabytek o numerze inwentarzowym 112Г000152.
W 2009 roku w agromiasteczku mieszkało 1946 osób.

## Dwór
Franciszek Pusłowski wybudował pod koniec XVIII wieku w Starych Piaskach, nad brzegiem Jeziora Czarnego, okazałą rezydencję pałacową. W 1819 roku rezydencję tę odwiedził Julian Ursyn Niemcewicz, który ją opisał w swoich relacjach z podróży po Polsce. Główny pałac spłonął jednak w 1843 roku (w czasie przygotowywania krupniku litewskiego służba spowodowała wybuch spirytusu i w konsekwencji pożar).
Z pożaru uratował się m.in. sąsiedni Pavillon des roses, zbudowany na początku XIX wieku, znany z rysunku Ordy: prawie kwadratowy piętrowy budynek przykryty dwuspadowym dachem. Obok pawilonu różanego stała duża oranżeria. Po pożarze Pusłowscy zaadaptowali na swoje mieszkanie sąsiednią stajnię. W pobliżu nowego domu stały dwie oficyny. W jednej z nich urządzono gorzelnię. Prawie wszystkie te klasycystyczne budowle zostały na tyle zniszczone w czasie I wojny światowej, że musiały zostać rozebrane w okresie międzywojennym. Ocalały do dziś dwie bramy, w tym monumentalna, neogotycka, główna brama wjazdowa, wzniesiona około połowy XIX wieku.
Ostatni przed 1939 rokiem właściciele mieszkali w nowym, klasycystycznym dworku. Był to parterowy, wzniesiony na planie długiego prostokokąta, trzynastoosiowy dom, przykryty wysokim gładkim czterospadowym dachem przykrytym gontem. Centralne wejście stanowił portyk, którego trójkątny szczyt był wsparty na czterech kolumnach. Budynek ten również był przerobiony z jednego z wcześniejszych zabudowań gospodarczych. Jest on obecnie kulturalno-historycznym zabytkiem Republiki Białoruś o numerze inwentarzowym 112Г000151.
Dwór był otoczony rozległym parkiem krajobrazowym o powierzchni około 10 ha.
Majątek w Piaskach jest opisany w 2. tomie Dziejów rezydencji na dawnych kresach Rzeczypospolitej Romana Aftanazego.